# 超くせになりそう
『超くせになりそう』（ちょうくせになりそう）は、吉村杏原作・なかの弥生作画による『くせになりそう』の続編漫画作品、及びそれを原作としたテレビアニメ作品。『なかよし』（講談社）にて1993年7月号から1995年1月号まで連載された。

## あらすじ
中学生の大鳥なぎさは、可愛らしい容姿とは裏腹に道場の跡取り娘で、格闘技が大好きな少女。道場には弟子がいないことから弟子を集める為に上京したところ、そこでスカウトされて、「白鳥なぎさ」の芸名でアイドルデビューを果たし、一躍国民的アイドルとなる。
だが、歌って踊るより、暴れる事が大好きななぎさは、そんな生活に耐えかねて、男装して柄の悪い中学校に転校する。そして、そこで出会った野坂昭に一目惚れしてしまう。

## 登場人物
声の記述はアニメ版
白鳥 / 大鳥 なぎさ（しらとり/おおとり なぎさ）声 - 西村ちなみ
本作の主人公。後者は本名。誕生日：3月3日、血液型：O型、身長：158cm、体重：44kg。
可愛らしい容姿とは裏腹に、格闘技が大好きな道場の跡取り娘。弟子を集める為に上京するが、そこでスカウトされた事を機に、「白鳥なぎさ」としてアイドルデビューを果たし、一躍国民的アイドルとなる。アイドルとしての生活に嫌気が差し、男装して中学校に通う。学校では、本名を名乗りアイドルである事も秘密にしている。必殺技は、「秘技・カミナリ落とし」。口癖は、「はにゃ」「…ぴょ～ん」（※アニメ版のみ）。昭に恋心を抱いている。名前の由来は大島渚。
野坂 昭（のざか あきら）声 - 林延年
家は道場で、同じく弟子がいない少年。「カミナリ落とし」にかからない希少な人物で、後になぎさとは恋人同士になる。役者。名前の由来は野坂昭如。
中竹 まこと（なかたけ まこと）声 - 辻谷耕史
なぎさのマネージャー。真面目だが、ひ弱で極度の心配性であり、社会人であるにも関わらず、なぎさが男装して中学に通う時も、学生服を着込んで一緒に通学する。学校ではいつも虐められている。仕事の時もなぎさの側から離れない。名前の由来は大竹まこと。
モモコ・プリシラ声 - 本多知恵子
世界一のアイドルになる為に、芸風を広げるべくなぎさの前に度々現れる女性。後に世界一のアイドルを育てる為のアイドル養成学校・聖ジュリアナ学園を創設した。363人の姉妹が存在する。
上岡 龍（かみおか りゅう）声 - 石田彰
モモコに仕える家来。彼女に忠実に従うが、全く報われない。美形だが、よく崩れる。名前の由来は上岡龍太郎。
角田（つのだ）声 - 飛田展男
なぎさ達が通う中学校の番長。当初は、4人の子分を引き連れていたが、後に2人に減る。白鳥なぎさの大ファンだが、彼女が男装して自分の学校に通っている事は知らない。出っ歯と火山の様な頭（たまに噴火する）が特徴。

## テレビアニメ
1994年4月5日から1995年3月28日までNHK BS2の衛星アニメ劇場枠内で放送された（本編は1995年1月3日放送分が最終回、1月10日から3月28日まで再放送）。全39話。DVDは発売されていない。
衛星アニメ劇場の火曜日前半新作枠に於いて、2000年から2002年の『だぁ!だぁ!だぁ!』まで4作8年間続いた『なかよし』原作アニメの第1作目である（講談社原作アニメとしては2002年から2003年の『十二国記』まで5作9年間続いた）。ただしこの作品のみNHKもその関連会社も製作には関与せず、放送期間も1年で終了している。
テレビアニメは原作の設定（「くせになりそう」＋「超くせ」を合体）を使用しただけで、ストーリーは完全オリジナルである。メインライターの首藤剛志がアニメ『アイドル天使ようこそようこ』で描いた舞台を意識した構成や、アイドルの意味を悪趣味寸前の暴走したギャグや様々なパロディを織り交ぜながら、さらに突き詰めて展開した。原作の設定を含めたTVシリーズ全体を丸ごと舞台と捉える大胆な構成を取り、主な登場人物が現実世界で与えられた「役」に関して座談会形式で語る最終回も異色である。
西村ちなみにとってはデビュー作にして初主演作である。本編中のなぎさの歌も全て西村が歌った。
このアニメも、「アイドル天使ようこそようこ」同様、ミュージカルもどきを意識して、脚本家・監督の作詞によるかなりの数の挿入歌が作られた。
ただし、「アイドル天使ようこそようこ」の時代とは違い、BGM併用ではなくBGM製作後の独立した挿入歌として作られたため、その挿入歌製作は困難を極めた。

### スタッフ
- 原作：吉村杏、なかの弥生
- 企画：豊田賢司
- プロデューサー：栃平吉和
- シリーズ・ストーリー：めてお・しゃわー（首藤剛志）
- キャラクターデザイン：佐々木敏子
- 美術監督：池田繁美
- 音楽：坂本洋
- 音響監督：本田保則
- 監督：えんどうてつや
- アニメーション制作：スタジオ旗艦
- 製作：ビデオチャンプ

### 主題歌・挿入歌
オープニング
『サード・ラブ』（歌：井上純子、作詞：石川あゆ子、作曲：坂本洋）
エンディング
『失えないの』（歌：井上純子、作詞：石川あゆ子、作曲：坂本洋）
挿入歌
『超くせになりそう』（歌：西村ちなみ、作詞：えんどうてつや、作曲：坂本洋）
『好きになったら最強』（歌：西村ちなみ、作詞：えんどうてつや、作曲：坂本洋）
『なぎさのセレナーデ』（歌：西村ちなみ、作詞：えんどうてつや、作曲：坂本洋）
『夢の風船』（歌：西村ちなみ、作詞：えんどうてつや、作曲：坂本洋）

### 関連アルバム
いずれもキングレコード（スターチャイルドレーベル）より発売。
- 超くせになりそう♥ 白鳥なぎさ ON STAGE（1994年12月21日発売・KICA-223）
- 超くせになりそう♥ シークレットストーリー（1995年2月22日発売・KICA-231）

### サブタイトル
| 話数 | サブタイトル                           | 脚本              | 絵コンテ                  | 演出     | 作画監督       | 放送日        |
| ---- | -------------------------------------- | ----------------- | ------------------------- | -------- | -------------- | ------------- |
| 1    | 誕生!戦うアイドル?!                    | 菊池有起 首藤剛志 | えんどうてつや            | 中野頼道 | 佐々木かづひろ | 1994年 4月5日 |
| 2    | 決闘!恋のカミナリおとし                | 北条千夏 首藤剛志 | えんどうてつや            | 松村康弘 | 佐々木敏子     | 4月12日       |
| 3    | なぎさのデート!                        | 北条千夏          | 日下部光雄                | 岩崎良明 | 小泉謙三       | 4月19日       |
| 4    | まいりますわよ仇討ち!                  | 菊池有起          | 中野頼道                  | 中野頼道 | 菊地城二       | 4月26日       |
| 5    | その人は中学教師                       | 北条千夏 首藤剛志 | 佐藤英一 えんどうてつや   | 佐藤英一 | 久保博志       | 5月3日        |
| 6    | 美少女軍団はぐれ花                     | 永井努            | 岩崎良明                  | 岩崎良明 | 花畑まう       | 5月10日       |
| 7    | おねがい恋のキューピット!              | 菊池有起 首藤剛志 | 中野頼道                  | 中野頼道 | 佐々木かづひろ | 5月17日       |
| 8    | 大きな桜の樹の下で                     | 北条千夏 首藤剛志 | 松村康弘                  | 松村康弘 | 佐々木敏子     | 5月24日       |
| 9    | 美少女軍団乱れ咲き                     | 永井努            | 岩崎良明                  | 岩崎良明 | 小泉謙三       | 5月31日       |
| 10   | 激写!これがなぎさだ!                   | 戸田博史          | えんどうてつや            | 中野頼道 | 菊地城二       | 6月7日        |
| 11   | アイドル・オブ・じゃぱん               | 菊池有起          | 中野頼道                  | 小川浩司 | 久保博志       | 6月14日       |
| 12   | アイ・ラブ・ワニサン                   | 永井努 首藤剛志   | 矢吹勉                    | 矢吹勉   | 梶浦紳一郎     | 6月28日       |
| 13   | 嗚呼、過ぎ去りし青春の日々             | 北条千夏 首藤剛志 | 中野頼道                  | 中野頼道 | 佐々木かづひろ | 7月5日        |
| 14   | ユカイ、ゆーかい、香港ギャング!        | 戸田博史          | 松村康弘                  | 松村康弘 | 佐々木敏子     | 7月12日       |
| 15   | 色っぽいのはお好き?                    | 菊池有起 首藤剛志 | 岩崎良明                  | 岩崎良明 | 小泉謙三       | 7月19日       |
| 16   | めざせ!栄光のゴール                    | 面出明美 首藤剛志 | 西森章                    | 中野頼道 | 小山和弘       | 7月26日       |
| 17   | ぼくのなぎさ、わたしのなぎさ           | 首藤剛志 菊池有起 | 小川浩司                  | 小川浩司 | 久保博志       | 8月2日        |
| 18   | 祝開校!聖（セント）ジュリアナ学園      | 北条千夏          | 岩崎良明                  | 岩崎良明 | 市川修         | 8月9日        |
| 19   | ついに出た!私はモモコ                  | 菊池有起          | 中野頼道                  | 牧野滋人 | 坂元大二郎     | 8月16日       |
| 20   | GOGO!ゴールド                          | 永井努            | 松村康弘                  | 松村康弘 | 佐々木敏子     | 8月23日       |
| 21   | 出た!影武者、わたしはなぎさ?           | 戸田博史          | 矢吹勉                    | 矢吹勉   | 梶浦紳一郎     | 8月30日       |
| 22   | 嵐の課外授業                           | 菊池有起          | 西森章                    | 中野頼道 | 小山和弘       | 9月6日        |
| 23   | 泣いて下さいモモコ伝説                 | 北条千夏 首藤剛志 | 佐藤英一                  | 佐藤英一 | 久保博志       | 9月13日       |
| 24   | スター誕生!俺は角田だ!                 | 北条千夏          | 岩崎良明                  | 山崎友正 | 市川修         | 9月20日       |
| 25   | 不思議の国のなぎさ                     | 菊池有起 首藤剛志 | 松村康弘                  | 松村康弘 | 佐々木敏子     | 9月27日       |
| 26   | 花のお江戸のシンデレラ                 | 星川泰子 首藤剛志 | 中野頼道                  | 中野頼道 | 坂元大二郎     | 10月4日       |
| 27   | THEムービー・アイドルはもう死んでいる! | 戸田博史          | 倉井さとし                | 松村康弘 | 佐々木敏子     | 10月11日      |
| 28   | THEタコヤキ!                           | 菊池有起          | 矢吹勉                    | 矢吹勉   | 梶浦紳一郎     | 10月18日      |
| 29   | コアラマスク・リターンズ               | 北条千夏          | 牧野滋人                  | 山崎茂   | 坂元大二郎     | 10月25日      |
| 30   | 二人のなぎさ!?                         | 戸田博史          | えんどうてつや            | 佐藤英一 | 久保博志       | 11月1日       |
| 31   | 愛は虹の彼方に                         | 北条千夏          | 山崎友正 えんどうてつや   | 山崎友正 | 市川修         | 11月8日       |
| 32   | 暗殺指令をあなたに                     | 菊池有起 首藤剛志 | 中野頼道 えんどうてつや   | 中野頼道 | 小山和弘       | 11月15日      |
| 33   | 風と共につぶれた（前編）               | 北条千夏 首藤剛志 | 松村康弘                  | 松村康弘 | 古田誠         | 11月22日      |
| 34   | 風と共につぶれた（後編）               | 菊池有起 首藤剛志 | 矢吹勉                    | 矢吹勉   | 梶浦紳一郎     | 11月29日      |
| 35   | ピーターパンシンドローム               | 滝花幸代          | 中野頼道 えんどうてつや   | 山崎茂   | 小山和弘       | 12月6日       |
| 36   | 超世界アイドル伝説パートタイム1        | 菊池有起 首藤剛志 | 康村諒 えんどうてつや     | 佐藤英一 | 吉田誠         | 12月13日      |
| 37   | 超世界アイドル伝説パートタイム2        | 菊池有起 首藤剛志 | 岡崎ゆきお えんどうてつや | 山崎友正 | 市川修         | 12月20日      |
| 38   | 超世界アイドル伝説パートタイム3        | 菊池有起 首藤剛志 | えんどうてつや            | 中野頼道 | 坂元大二郎     | 12月27日      |
| 39   | ラストオブアイドル                     | 首藤剛志          | 松村康弘                  | 松村康弘 | 佐々木敏子     | 1995年 1月3日 |

### その他
NHKBS-2にて放送中にアイキャッチが2つ入っており、一部地域の民放でも再放送していたことがある。

### 香港での放送
- タイトル：『偶像小英雌』
- 主題歌：快樂是必需　
  - 歌：張玉珊　
  - 作詞：李敏
  - 作曲：Tomson Lo

| NHK BS2 衛星アニメ劇場 火曜 18:00 - 18:30 | NHK BS2 衛星アニメ劇場 火曜 18:00 - 18:30 | NHK BS2 衛星アニメ劇場 火曜 18:00 - 18:30 |
| 前番組                                    | 番組名                                    | 次番組                                    |
| ----------------------------------------- | ----------------------------------------- | ----------------------------------------- |
| うる星やつら（再放送）                    | 超くせになりそう                          | あずきちゃん                              |